# Busko-Zdrój (plaats)
Busko-Zdrój (uitspraakⓘ) is een stad in het Poolse woiwodschap Święty Krzyż, gelegen in de powiat Buski. De oppervlakte bedraagt 12,28 km², het inwonertal 17.331 (2005).

## Verkeer en vervoer
- Station Busko-Zdrój